# Vincenzo Negrini
Vincenzo Negrini, pseudonimo di Vincenzo Bartolomeo Trentanove (Cesena, 24 agosto 1804 – Milano, 16 agosto 1840), è stato un basso-baritono italiano.
Ha interpretato diversi ruoli di rilievo in importanti teatri d'opera italiani ed ha creato diversi ruoli in opere del primo '800, in particolare Oroveso nella Norma di Bellini e Folco in Ugo, Conte di Parigi di Donizetti. Gravi malattie cardiache lo costrinsero a ritirarsi dal palco nel giugno 1840. Morì a Milano due mesi dopo, all'età di 35 anni.

## Vita e carriera
Negrini nacque nel 1804 a Cesena, secondo dei quattro figli di Luigi Trentanove e Maria, nata Negrini, da cui in seguito prese il nome d'arte. Studiò canto a Bologna e iniziò la sua carriera teatrale in giovane età: le sue prime esecuzioni registrate furono durante la stagione di carnevale del 1826 al Teatro Comunitativo di Ravenna dove apparve nell'opera Didone abbandonata di Mercadante e nella Semiramide di Rossini.
Nei quattro anni successivi cantò in vari teatri provinciali minori in Italia, ma è apparso anche al Teatro Apollo di Roma in Caritea, regina di Spagna di Mercadante e in Eduardo e Cristina di Rossini, oltre che al Teatro Alfieri di Firenze, dove creò il ruolo di Rolando in L'amore in guerra di Luigi Maria Viviani. All'inizio del 1831 fu ingaggiato dal Teatro Ducale di Parma dove cantò in quattro opere, tra cui Matilde di Shabran e Il Conte Ory di Rossini. Nel dicembre dello stesso anno si esibì alla Scala di Milano, cantando il ruolo di Oroveso nella prima mondiale della Norma di Bellini e successivamente vi apparve in diverse altre opere durante la stagione del 1832, inclusa la prima mondiale di Ugo, Conte di Parigi di Donizetti, in cui canta il ruolo di Folco.
Dopo la stagione della Scala del 1832 cantò regolarmente in altri importanti teatri italiani dell'epoca, tra cui il Teatro San Benedetto di Venezia, il Teatro Regio di Torino e il Teatro Carlo Felice di Genova. Nel 1837 apparve a Vienna al Theater am Kärntnertor nel ruolo di Belisario, come Enrico Ashton in Lucia di Lammermoor e come Filippo in Beatrice di Tenda. Le sue ultime apparizioni teatrali furono al Teatro Carlo Felice nel 1840, dove cantò Enrico Ashton in Lucia di Lammermoor, il ruolo del protagonista ne Il templario di Nicolai, e Conte Sentinelli nella prima mondiale di Cristina di Svezia di Alessandro Nini. Dopo le esibizioni di Cristina di Svezia nel giugno 1840, Negrini si ritirò dal palco, gravemente malato di cuore.

Negli ultimi mesi della sua vita Negrini visse con la famiglia Dufour a Milano mentre era in cura presso il sanatorio che avevano fondato nel 1830. Vi morì il 16 agosto 1840 pochi giorni prima del suo 36º compleanno. I suoi funerali si svolsero presso la Chiesa di San Vittore al Corpo accompagnato da una banda militare e da coristi della Scala. Il suo amico e collega baritono, Luigi Goffredo Zuccoli, lesse l'elogio funebre sulla sua tomba nel vicino cimitero di Porta Vercellina. Francesco Regli scrisse dell'elogio di Zuccoli sulla rivista Il Pirata: 
 Egli piangeva ... e tutti piangevan con esso ... ed io pure ... io pure scrivo piangendo ... né so quando potranno cessar le mie lagrime!

## Ruoli creati
- Rolando in L'amore in guerra di Luigi Maria Viviani, Teatro Alfieri, Firenze, 8 febbraio 1829[8]
- Oroveso in Norma di Vincenzo Bellini, La Scala, Milano, 26 dicembre 1831
- Folco in Ugo, conte di Parigi di Gaetano Donizetti, La Scala, Milano, 13 marzo 1832
- Barone Ernesto di Rowelden in L'incognito di Pietro Campiuti, Teatro della Canobbiana, Milano, 13 giugno 1832
- Lodrisio in Marco Visconti di Nicola Vaccai, Teatro Regio, Torino, 27 gennaio 1838
- Conte Sentinelli in Cristina di Svezia di Alessandro Nini, Teatro Carlo Felice, Genova, 6 giugno 1840